# サウディア162便機体破損事故
サウディア162便機体破損事故（サウディアひゃくろくじゅうにびんきたいはそんじこ）とは、1980年12月22日にサウディアの運行する旅客機で急減圧が発生し、2人が空中に吸い出されて死亡した航空事故である。事故機はロッキードL-1011トライスターであった。

## 経緯
サウディア162便は乗員20名と乗客271名を乗せ、サウジアラビア東部のダーラン国際空港からパキスタン南部のカラチ国際空港に向けて出発した。離陸後高度2万9000フィートに達したカタール付近のペルシア湾上空で、部品の劣化が原因で事故機の車輪が破裂し、これによって機体下部の隔壁が破損した。このため与圧されていた客室内から空気が一気に流出し客室内で急減圧が発生し、機体に開いた穴から2人の乗客が空中へと吸い出されて2人とも死亡した。サウディア162便は緊急降下してカタールのドーハ国際空港へと向かい緊急着陸を試み、この着陸は成功した。しかし前述の2名の死者を出したことに加え、最終的に7名の負傷者も出した。